# Monuments nationaux de Kotor Varoš
Cet article recense les monuments nationaux situés sur le territoire de la municipalité de Kotor Varoš en Bosnie-Herzégovine et dans la république serbe de Bosnie. La liste établie par la Commission pour la protection des monuments nationaux compte 1 monument national inscrit sur la liste principale et 15 monuments inscrits sur une liste provisoire.

## Monuments nationaux
| Monument           | Localité | Géolocalisation | Datation                    | Commentaire éventuel          | Photo |
| ------------------ | -------- | --------------- | --------------------------- | ----------------------------- | ----- |
| Nécropole de Trzan | Večići   |                 | Moyen Âge, période ottomane | Avec des stećci et des turbes |       |

## Liste provisoire
| Monument                                                | Localité          | Géolocalisation              | Datation   | Commentaire éventuel                 | Photo |
| ------------------------------------------------------- | ----------------- | ---------------------------- | ---------- | ------------------------------------ | ----- |
| Église de Bilice                                        | Bilice            |                              |            | Avec son cimetière                   |       |
| Chapelle du cimetière de Cepak                          | Cepak             |                              |            |                                      |       |
| Chapelle Saint-Élie de Duratovci                        | Duratovci         |                              |            | Avec le cimetière                    |       |
| Église Saint-Élie de Jakotina                           | Jakotina-Sokoline |                              |            |                                      |       |
| Église d'Orahova                                        | Orahova-Vrbanjci  |                              |            |                                      |       |
| Forteresse de Kotor Varoš (Hrvojev grad)                | Kotor Varoš       |                              |            | Vestiges                             |       |
| Église de Plitska                                       | Plitska-Vrbanjci  |                              |            |                                      |       |
| Église de Rujevica                                      | Rujevica-Vrbanjci |                              |            |                                      |       |
| Église de l'Assomption de Sokoline                      | Sokoline          |                              |            | Avec la maison paroissiale           |       |
| Chapelle du cimetière de Vrbanjci                       | Vrbanjci          |                              |            | Avec le cimetière                    |       |
| Église Saint-François-d'Assise de Vrbanjci              | Vrbanjci          |                              |            | Avec la maison pastorale paroissiale |       |
| Église Saint-Leopold-Mandić de Zabrđe                   | Zabrđe            |                              |            |                                      |       |
| Chapelle du cimetière de Spasovo                        | Zabrđe            |                              |            |                                      |       |
| Église Saint-Antoine-de-Padoue de Šibovi                | Šibovi            |                              |            | Avec son cimetière                   |       |
| Église de la Nativité-de-la-Vierge-Marie de Kotor Varoš | Kotor Varoš       | 44° 37′ 07″ N, 17° 22′ 16″ E | XXe siècle | Avec la maison pastorale paroissiale |       |